# Franjo Lindauer
Franjo Lindauer (Deronje u Bačkoj 1903. – Köln 1977.) je hrvatski graditelj orgulja.
Zajednom s Majdakom vodio radionicu "Lindauer i Majdak" od 1927. do 1936. godine. Važniji radovi su mu orgulje u Bedenici, kapucinskom samostanu u Splitu, Varaždinskim Toplicama, franjevačkom samostanu u Subotici, franjevačkom samostanu u Osijeku, kapucinskom samostanu u Osijeku, župnoj crkvi u Valpovu i dr.
Kod Lindauera zanatu se učio Filip Antolić-Soban.